# Pseudosynagelides raveni
Pseudosynagelides raveni is een spinnensoort uit de familie springspinnen (Salticidae). De soort komt voor in Queensland.